# Erik Linder
Erik Linder, född 22 februari 1982 i Tyresö i Stockholms län, är en svensk sångare. Han slog igenom efter att ha varit med i Talang 2009 på TV4. Han medverkade i Melodifestivalen 2010 och Diggiloo-turnén 2010. Erik Linder driver flera bolag inom musik- och mediebranschen, bland annat skivbolaget Tilia Records. Som artist har han släppt fyra album och sex singlar sedan 2009.

## Biografi
Erik Linder började med musiken tidigt. Han började gå i kör när han var sju år gammal. Han började i Tyresö musikklasser som 10-åring och fortsatte även på gymnasiet där han gick musikprogrammet på Södra Latins gymnasium. Linder medverkade även i musikalen Hednadotter i Visby 2005. Erik Linder blev rikskänd i Sverige år 2009 då han deltog i säsong tre av Talang 2009 på TV4. Efter sitt första framträdande gick han direkt till semifinal och blev sedan framröstad av folket till att vara med i finalen. Erik Linder fick övertygande 25 procent av rösterna medan tvåan endast fick 8 procent i omröstningen. 
De tidigare jurymedlemmarna i TV-programmet Idol, Peter Swartling och Daniel Breitholtz fastnade för Linders sångtalang och gav honom ett skivkontrakt hos Sony Music. 
"Vi fastnade tidigt för Erik Linders fantastiska sångbegåvning och det ska bli otroligt roligt att jobba fram ett riktigt kvalitativt album där Erik ger nytt liv till några av Sveriges mest omtyckta låtar. Jag och Peter har bedömt tusentals sångare under våra resor i Sverige och Erik Linder tillhör de absolut mest begåvade av dem alla", sade Daniel Breitholtz. 
Erik Linders debutalbum Inifrån släpptes 8 juli 2009 och innehåller tolkningar av kända svenska låtar. Bland titlarna återfinns Tro (Marie Fredriksson), Ingen kan älska som vi (Krister Linder), Utan dina andetag (Kent), Kom änglar (Lars Winnerbäck), Miraklet (Di Leva), Ängeln i rummet (Eva Dahlgren) och För kärlekens skull (Ted Gärdestad).
Erik Linder medverkade i Melodifestivalen 2010 med bidraget "Hur kan jag tro på kärlek" skriven av bl.a. Kenneth Gärdestad. Låten tävlade i den tredje tävlingen i Göteborg, och slutade på femte plats.
Sommaren 2010 medverkade Erik Linder i sommarturnén Diggiloo och släppte även sommarsingeln "Du". 
I januari 2011 avslutade Erik Linder samarbetet i sin dåvarande form med Sony Music och släppte singeln "Bara du och jag" på egna skivbolaget Tilia Records. 6 juni 2012 släpptes sommarsingeln "Himmel, hav och land". Singlarna är båda från albumet På riktigt som släpptes 29 augusti 2012.
2013 släppte Erik Linder julskivan Röda dagar, där han både har med nyskriven julmusik och tolkar kända julklassiker.
Under 2014–2016 turnerade Erik Linder med hyllningskonserten "Till minne av Ted Gärdestad" i ett tjugotal städer i Sverige och 2015 släpptes live-skivan Till minne av Ted Gärdestad som fysiskt album.

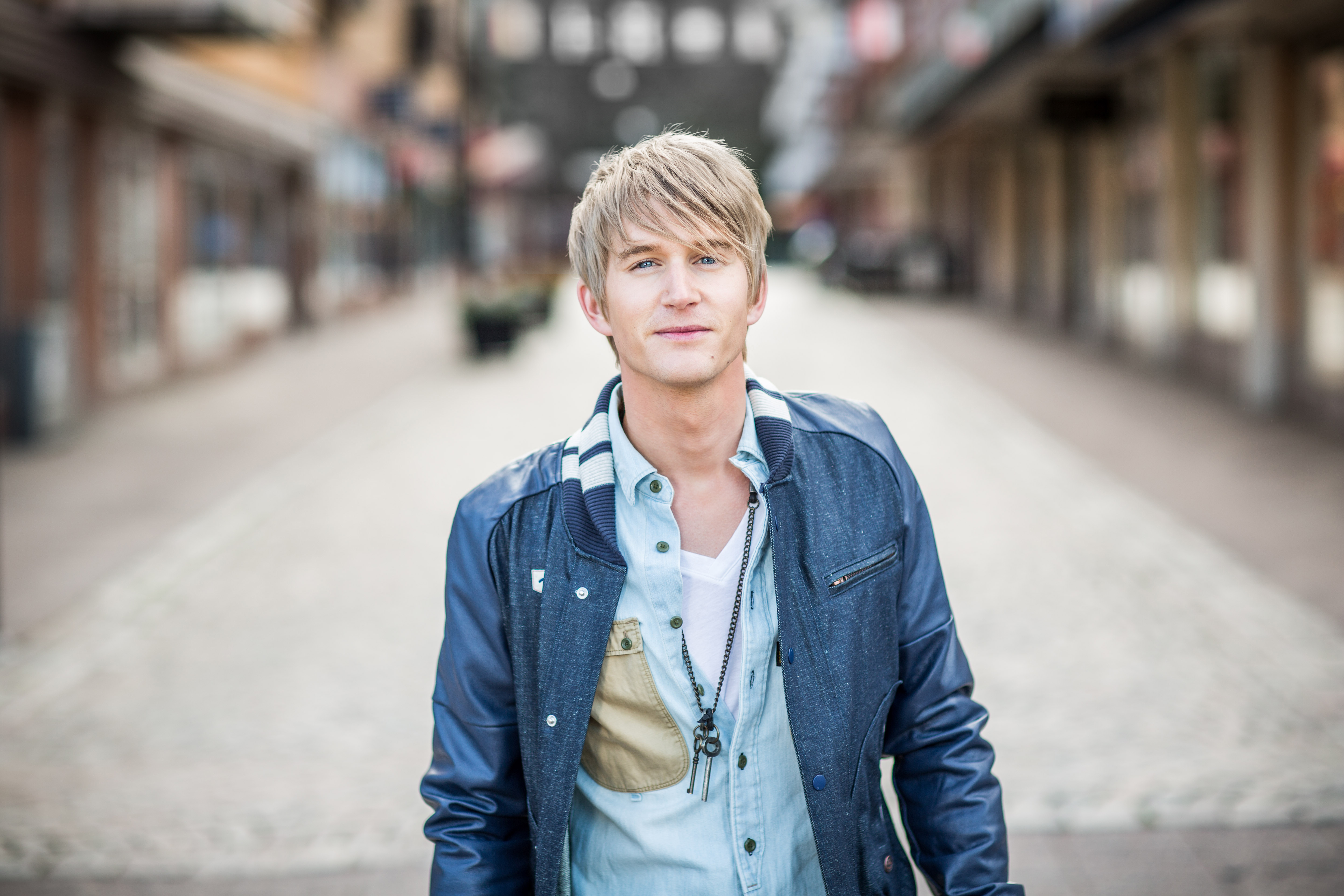
Erik Linder Pressbild Skövde 2012

## Diskografi

### Album
- 2009 - Inifrån (producerad av Figge Boström)
- 2012 - På riktigt (producerad av Nicklas Eklund, Erik Linder och Kristoffer Sjökvist)
- 2013 - Röda dagar (producerad av Johan Randén)
- 2015 - Till minne av Ted Gärdestad (Live-skiva från Turnén med samma namn)

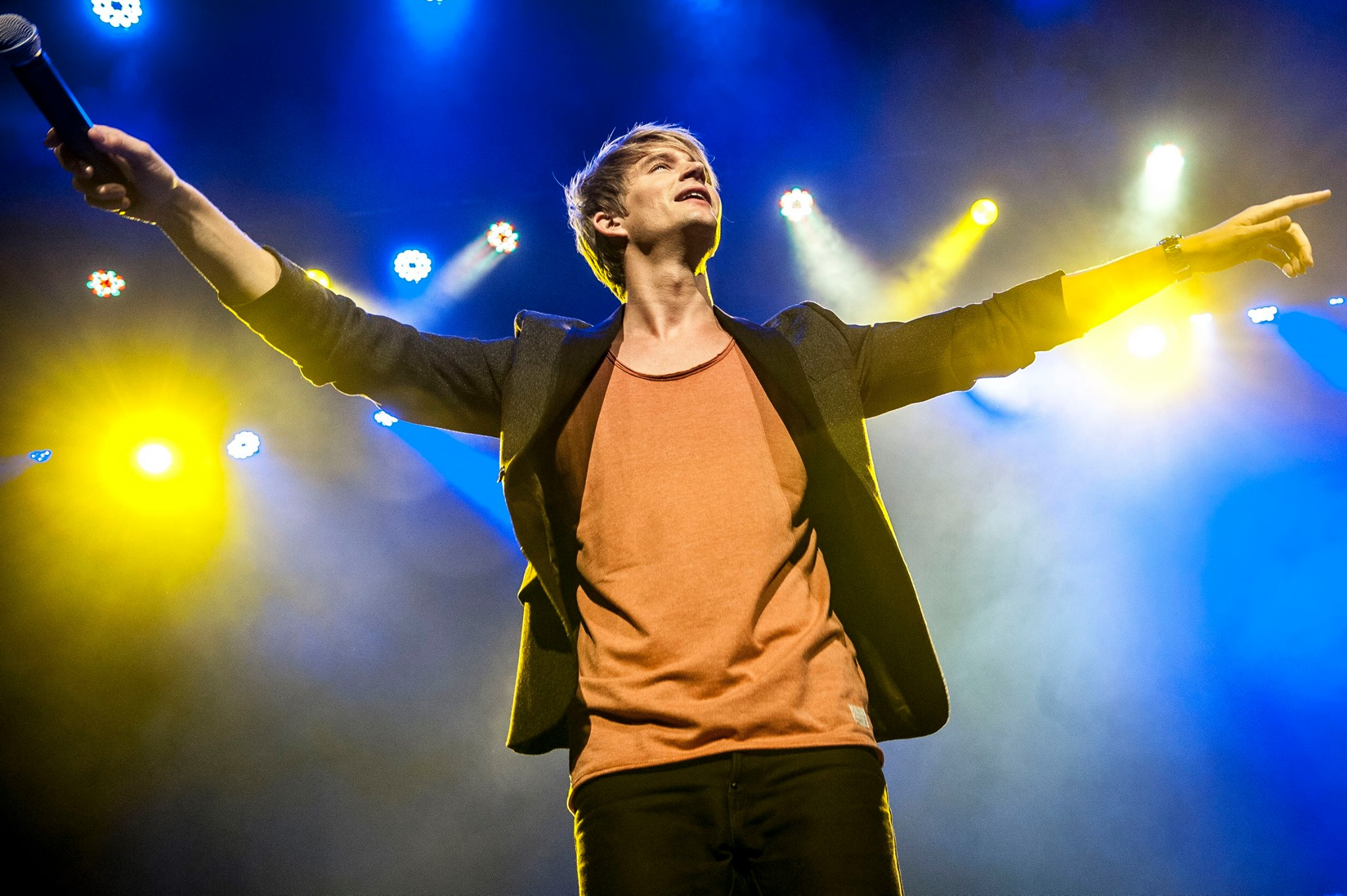
Erik Linder Live "Till minne av Ted Gärdestad" 2015

### Singlar
- 2009 – Tro
- 2009 – Ingen kan älska som vi
- 2010 – Hur kan jag tro på kärlek
- 2010 – Du
- 2011 – Bara du och jag
- 2012 – Himmel, hav och land
- 2017 – Vägen till dig

## Uppträdanden i Talang 2009
- Uttagning i Kalmar [2]: "In This Heart", (Sinéad O'Connor)
- Semifinal[3]: "Tro", (Marie Fredriksson)
- Final [4] "Ingen kan älska som vi" (Krister Linder)

## Uppträdande under Diggiloo-turnén 2010
- I wanna know what love is [5] "I wanna know what love is" (Foreigner)